# El segundo poder
El segundo poder també coneguda com El hombre de la cruz verde és una pel·lícula de drama històric espanyola dirigida per José María Forqué, també coautor del guió amb Hermógenes Sainz i Segundo Serrano Poncela.

## Sinopsi
El Príncep Carles, fill de Felip II d'Espanya, durant una correria nocturna pels safaretjos de l'Alcàsser de Madrid sofreix un greu accident. El fet desperta les sospites de l'autoritat eclesiàstica que encomana a un funcionari investigar les circumstàncies del que podria ser un atemptat contra la vida del príncep. N'és encarregat Juan de Bracamonte, "l'home de la creu verda", Poc a poc manté una relació amb Estefania, una de les principals sospitoses, que esdevé una apassionada història d'amor.

## Repartiment
- Jon Finch	...	Juan de Bracamonte
- Juliet Mills	...	Estefanía
- Fernando Rey	...	Cardenal
- Verónica Forqué	...	Laurencia
- José María Prada	...	Córcoles
- África Pratt	...	Camila
- José Vivó	...	Hornachuelos
- Manuel de Blas	...	Duque de Alba
- Amparo Valle	...	Mariblasa
- José Franco	...	Fray Cipriano
- José Canalejas ...	Fray Villavicencio

## Premis
Als Premis del Sindicat Nacional de l'Espectacle de 1976 va guanyar el segon premi a la millor pel·lícula, així com el premi a la millor actriu secundària (África Pratt) i al millor equip tècnic.